# 趙汝傑
趙汝傑（英語：Paul Chiu，1973年—），香港新聞記者，1996年畢業於香港樹仁學院（現香港樹仁大學）新聞系。曾於無綫新聞任實習生，畢業後曾在香港有線電視任新聞記者。2004年10月入職亞視新聞，2008年7月31日因涉案而離職，而他已轉投香港數碼廣播有限公司。

## 重要採訪
- 2005年3月，趙汝傑在河南的「感受開放河南」采風活動中，被繡樓上飾演趙員外家千金小姐的女演員拋下的繡球砸中，在喧天鑼鼓聲中，與這位「小姐」喜結良緣，成為河南的上門「女婿」。事後，他興奮地說，我在這裡娶到「老婆」了，我要經常回到這裡，因為我還有個「家」在這裡。[1]

## 被控猥褻
2008年7月31日零晨時分，趙汝傑涉嫌在返回將軍澳清水灣半島寓所期間，在所乘新巴796S上層的無人車廂內赤裸自瀆。當時一名休班警員發現巴士上層有一赤裸男子做出猥褻動作，於是在將軍澳寶邑路與唐賢街交界截停該輛巴士，趙當場被捕。
事後趙汝傑承認，因工作壓力太大而以此宣泄。
2008年9月4日，趙汝傑在觀塘裁判法院被控公眾地方作出猥褻行為，獲控方撤銷控罪，裁判官下令趙汝傑簽保1000港元及守行為1年。